# Joan Vià Ayats (músic)
Joan Vilà Ayats (Riumors, Girona; 1885-?) fou un director i compositor català. Va realitzar estudis amb Josep Vicens “Xaxu” a l’Escala i de fiscorn amb Antoni Agramont a Castelló d’Empúries. Als 15 anys va ingressar a la Cobla de Tossa. En aquesta població també va rebre ensenyances d’harmonia de l’organista N. Blas. Després va residir a Granollers, on va fundar la Cobla Moderna i, més tard, la Cobla Catalònia i la Cobla La Principal de Granollers. Posteriorment, va tocar en la Cobla Montseny, de Tona. La seva producció està composta principalment per sardanes. Es guarden còpies manuscrites d’algunes de les seves composicions a l’Hemeroteca Municipal de Granollers, en el llegat de Josep Cristòfol conservat en l’Arxiu Municipal de la Pobla de Millet, en l’Arxiu Històric Comarcal de Puigcerdà i en l’arxiu de la Societat Coral La Unió Manresana. Entre elles es troben: Argentonina, Cap de la Serra, Esclats del cor, Florida d’estels, Maricel i Rosella.